# In silenzio/Piccola Katy
In silenzio/Piccola Katy è un singolo del gruppo musicale italiano dei Pooh, pubblicato nel 1968. È il primo singolo del gruppo ad essere entrato nelle prime 15 posizioni della hit parade.

## Descrizione
Il singolo fu concepito nel 1967 ma uscì il 2 febbraio del 1968. Sebbene Piccola Katy fosse il pezzo del Lato B del disco, questa canzone ebbe più successo della facciata A (In silenzio).
I brani furono presto inseriti nell'LP Contrasto, ritirato dal commercio dopo appena una settimana.
La prima esibizione dal vivo del disco fu al programma Rai Settevoci, condotto da Pippo Baudo al quale però vennero invitati solo Riccardo e Roby a cantare Piccola Katy in playback.
Il brano, che non aveva creato particolare entusiasmo presso la casa discografica, risultò essere tra i più richiesti sia in radio sia nei primi concerti del gruppo. La facciata A, In silenzio, fu dalla sua parte piuttosto apprezzata, anche grazie alla passionale interpretazione di Riccardo Fogli.
I due brani sono stati riproposti a partire dal tour di Buona fortuna, quando in scaletta, dopo una lunga pausa, i Pooh hanno ricominciato a suonare i loro brani degli anni sessanta.
Questa scelta è da interpretare come una sorta di riabilitazione dei pezzi: nel corso degli anni novanta ne è stata registrata una versione più moderna e riarrangiata, inserita nelle raccolte, a partire da 25: la nostra storia.
È da notare che nella nuova registrazione è stato eliminato l'intermezzo parlato di Piccola Katy, sostituito da un assolo di chitarra elettrica.
All'inizio del nuovo millennio, i brani erano ancora presenti stabilmente nelle scalette dei concerti dei Pooh. Spesso, vengono riproposti anche dall'interprete originale del 1968, ovvero Riccardo Fogli.
Piccola Katy venne ripubblicata in un'inedita versione a 5 voci in occasione del cinquantennale dei Pooh, nel mese di settembre 2016.

### In silenzio
Il brano è stato composto dal "duo di fabbrica" del complesso, Roby Facchinetti e Valerio Negrini, ma nel 45 giri sia questa canzone sia il retro del disco Piccola Katy sono accreditate come testo a Pantros e come musica a Lee Selmoco, in quanto Negrini e Facchinetti non erano ancora iscritti alla SIAE.
Canzone melodica di grande impatto, che dipinge atmosfere alla Gianni Morandi, viene inclusa dalla Vedette nell'album Contrasto, ritirato dal commercio dopo poche settimane dall'uscita, dopo la protesta dei componenti del complesso.
L'interpretazione del brano, nella versione originale è affidata a Riccardo Fogli, che ne esegue una sua versione riveduta, con arrangiamento orchestrale curato da Danilo Vaona, nel suo disco omonimo del 1976, dopo aver lasciato il complesso dei Pooh tre anni prima.
I Pooh l'hanno riproposta, in versione studio dal 1990. La medesima ha trovato spazio in alcune antologie degli anni novanta. Il brano è stato riproposto nei concerti dal vivo dal 1981, nel tour di Buona fortuna, insieme al medley di brani anni sessanta. In silenzio ha trovato nuova linfa vitale nella poderosa interpretazione, piano e voce, di Roby Facchinetti.

### Piccola Katy
La registrazione originale del brano vede Roby Facchinetti all'organo elettronico, Riccardo Fogli (cantante) al basso, Valerio Negrini alla batteria e Mario Goretti alla chitarra. Quest'ultimo è l'ideatore del riff iniziale di chitarra elettrica creato ispirandosi a Got To Get You Into My Life dei Beatles, presente sull'album Revolver.
Questa risulterà l'ultima incisione del quartetto prima dell'ingresso nella formazione di Dodi Battaglia, che subentra a Goretti nella tarda estate del 1968.
Il brano è una fotografia emblematica degli anni sessanta, colorata dalla voce inconfondibile dell'allora uomo d'immagine vocale del complesso, Riccardo Fogli.
La protagonista è Katy, un'adolescente che tenta una fuga notturna da casa dopo le prime esperienze d'amore, poi torna sui suoi passi e rientra a casa ( ... Piccola Katy, la porta è socchiusa, non devi nemmeno inventare una scusa ... ) senza che alcuno della sua famiglia se ne sia accorto. 
Tra la seconda e la terza strofa è inclusa una parte parlata, eseguita dallo stesso Fogli con accento inglese. In chiave ironica, lo stesso Riccardo Fogli si troverà a fare una simpatica autocitazione in Uomini col borsello di Elio e le Storie Tese, datata 1991.
La versione dal vivo dei Pooh, e anche quella registrata nuovamente nel 1990, ha soppresso la parte parlata sostituendola con un intermezzo strumentale.

## Tracce
LATO A
1. In silenzio (testo: Pantros – musica: Henri Tical)

LATO B
1. Piccola Katy (testo: Pantros – musica: Lee Selmoco)

## Formazione
- Valerio Negrini: batteria, cori
- Mario Goretti: chitarra, cori
- Roby Facchinetti: tastiere, cori
- Riccardo Fogli: basso, voce solista